# アントニー・ルジア
アントニー・ルジア (Anthony Losilla, 1986年3月10日-）は、フランス・フィルミニー出身の元プロサッカー選手。現役時代のポジションは、ミッドフィルダー。

## 経歴
ASサンテティエンヌのユースチームに所属し、2年後セカンドチームに加入するも、プロ契約には至らなかった。その後チームを退団し、2006年6月、3部のカンヌに移籍する。そこで2シーズンを過ごし、73試合に出場、2得点を挙げた。翌シーズン、同じく3部に所属していたパリFCへ移籍。2年間で74試合出場9得点の成績を収めたのち、2010年夏に2部のスタッド・ラヴァルに移籍した。そこで2シーズンのうち、76試合出場4得点の成績を挙げた。
スタッド・ラヴァルでの活躍が認められ、ブンデスリーガの複数のクラブが強い関心を持ち、最終的にドイツ・ブンデスリーガ2部のディナモ・ドレスデンがルジアの獲得に至った。2014年6月30日に2年契約を結んだのち、2017年まで3年間契約を延長した 。ただし、ここでの契約はブンデスリーガの1部と2部でのみ有効であったため、ディナモ・ドレスデンが3部に降格した際、契約は解除され、2014年の夏にVfLボーフムへ移籍金なしで移籍した。
2025年5月8日、現役引退を表明した。

## 私生活
2012年11月18日に第一子となる息子をもうけた。